# 9-й проезд Марьиной Рощи
9-й прое́зд Ма́рьиной Ро́щи — улица на севере Москвы в районе Марьина Роща Северо-Восточного административного округа, между Шереметьевской улицей и Старомарьинским шоссе. Назван по местности Марьина Роща, находившейся вблизи деревни Марьино (на месте нынешней Калибровской улицы). Первый из 14 сохранившихся проездов Марьиной Рощи, находящийся за железнодорожной линией Рижского направления. 1—6-й проезды Марьиной Рощи до 1929 года назывались 1—6-й проезды Марьиной Рощи до линии железной дороги, а 9—15-й проезды Марьиной Рощи до 1929 года назывались, соответственно, 1—7-й проезды Марьиной Рощи за линией железной дороги. Последний до настоящего времени не сохранился.

## Расположение
9-й проезд Марьиной Рощи проходит с востока на запад, начинается от Шереметьевской улицы и заканчивается на Старомарьинском шоссе.

## Учреждения и организации
- Дом 6 — детская поликлиника № 71 СВАО;
- Дом 8А — поликлиника № 183 СВАО.